# Montpellier Handball
Montpellier Handball (nazywane również: Montpellier HB) – francuski klub piłki ręcznej mężczyzn. Klub został założony w 1982 roku, z siedzibą w mieście Montpellier. Obecnie występuje w rozgrywkach Division 1. Członek akcji Handball Friends in United Europe. Jest klubem partnerskim Orlen Wisły Płock

## Historia
Do 1987 roku klub nosił nazwę Cosmos Montpellier. W latach 1987–1989 drużyna nazywała się Montpellier La Paillade Sport Club. Od 1989 roku francuski klub nazywa się Montpellier HandBall. W 1992 roku awansował do najwyższej klasy rozgrywek we Francji, występuje w niej regularnie. 
W Montpellier grało wielu znanych szczypiornistów m.in.: Nikola Karabatić, Thierry Omeyer, Jérôme Fernandez, Didier Dinart.

## Sukcesy
Mistrzostwo Francji
- (14 razy: 1995, 1998, 1999, 2000, 2002, 2003, 2004, 2005, 2006, 2008, 2009, 2010, 2011, 2012)
- (2 razy: 2001, 2007)
- (2 razy: 2013, 2014)

Puchar Francji
- (12 razy: 1999, 2000, 2001, 2002, 2003, 2004, 2005, 2006, 2008, 2009, 2010, 2012, 2013)

Puchar Ligi Francuskiej
- (8 razy:  2004, 2005, 2006, 2007, 2008, 2010, 2011, 2012)

Liga Mistrzów
- (2003)

Puchar EHF
- (2014)

## Kadra na sezon 2022/23
| Bramkarze - 12. Charles Bolzinger - 16. Kévin Bonnefoi - 92. Rémi Desbonnet Lewoskrzydłowi - 9. Hugo Descat - 10. Lucas Pellas Prawoskrzydłowi - 32. Yanis Lenne Obrotowi - 3. Lucas Moscariello - 19. Arthur Lenne - 93. Veron Načinović | Rozgrywający - 4. Diego Simonet - 5. Kyllian Villeminot - 11. Giorgi Tskhovrebadze - 13. Julien Bos - 18. Marko Panić - 20. Staš Skube - 22. Karl Konan - 25. Andreas Holst Jensen - 28. Valentin Porte |